# Casa Coll (Pl. Calvet)
La Casa Coll és una casa a la ciutat de Girona inclosa a l'Inventari del Patrimoni Arquitectònic de Catalunya.

## Descripció
Edifici de planta baixa, tres pisos i àtic, amb tres façanes, constitueix una mostra interessant del racionalisme a Girona, posant en pràctica el postulats del GATCPAC quant a la simplicitat de línies, absència de motius decoratius superflus i predomini de l'horitzontalitat. Tot i això, el conjunt ha quedat desvirtuat amb les reformes de la planta baixa per als comerços i l'afegit d'un altre pis.